# Hai (S 170)
El submarino alemán Hai (S 170), el antiguo submarino U-2365 Tipo XXIII de la Kriegsmarine de la Alemania nazi durante la Segunda Guerra Mundial, fue uno de los primeros submarinos de la Bundesmarine. Se ordenó el 20 de septiembre de 1944 y se depositó el 6 de diciembre de 1944 en Deutsche Werft AG, Hamburgo, con el número de astillero 519. Se botó el 26 de enero de 1945 y se puso en servicio bajo el mando del oberleutnant zur see Fritz-Otto Korfmann el 2 marzo de 1945. Hundido el 8 de mayo de 1945, el barco fue reflotado en junio de 1956 y comisionado en la recién fundada Bundesmarine como Hai, donde sirvió hasta que se hundió por accidente el 14 de septiembre de 1966.

## Hundimiento
El 14 de septiembre de 1966, se hundió en Dogger Bank en el mar del Norte durante un vendaval. Diecinueve de los veinte tripulantes murieron, lo que convirtió a este en uno de los peores desastres navales en tiempos de paz en la historia de Alemania. Fue reflotado el 19 de septiembre de 1966 desde 47 metros de profundidad (154 pies) de agua y posteriormente desguazado.